# Jean Frélaut
Pour les articles homonymes, voir Frélaut.
Jean Frélaut, né le 17 juillet 1879 à Grenoble et mort le 23 décembre 1954 à Vannes, est un peintre, graveur et illustrateur français.

## Biographie
Sa famille s'installe en Bretagne, dont elle est originaire, au moment du départ à la retraite de son père, le général Auguste-Louis Frélaut. Il vient vivre dans la propriété familiale au lieu-dit « La Haie » à Vannes. Jean Frélaut effectue ses études secondaires au lycée Jules Simon. À 18 ans, il se rend à Paris, en 1897, il entre dans l'atelier de Fernand Cormon à l'École des beaux-arts de Paris. À partir de 1903, il apprend la technique de la gravure de Marcel Beltrand et de Donald Shaw Mac Laughlan.
Il voyage en Europe et en Afrique du Nord. Il se marie avec Elizabeth Pinasseau en 1912 et est exposé[Quand ?] à la galerie Barbazanges. Mobilisé, il est fait chevalier de la légion d'honneur en 1919. Il participe au groupe des Peintres-graveurs indépendants, fondé par Jean Émile Laboureur et Raoul Dufy à partir de 1923.
En 1926, il retourne vivre dans le Morbihan. 
En 1934, il reçoit le Prix de la gravure française à la Biennale de Venise.
En 1937, il est nommé conservateur du musée de Vannes. Il décore avec Jean Émile Laboureur et Pierre Dubreuil l'École Nationale de la Marine Marchande.
Il est le père de Dominique Frelaut, maire de Colombes pendant 36 ans, et le grand oncle de Bertrand Frélaut, historien.

## Œuvre

### Dessins

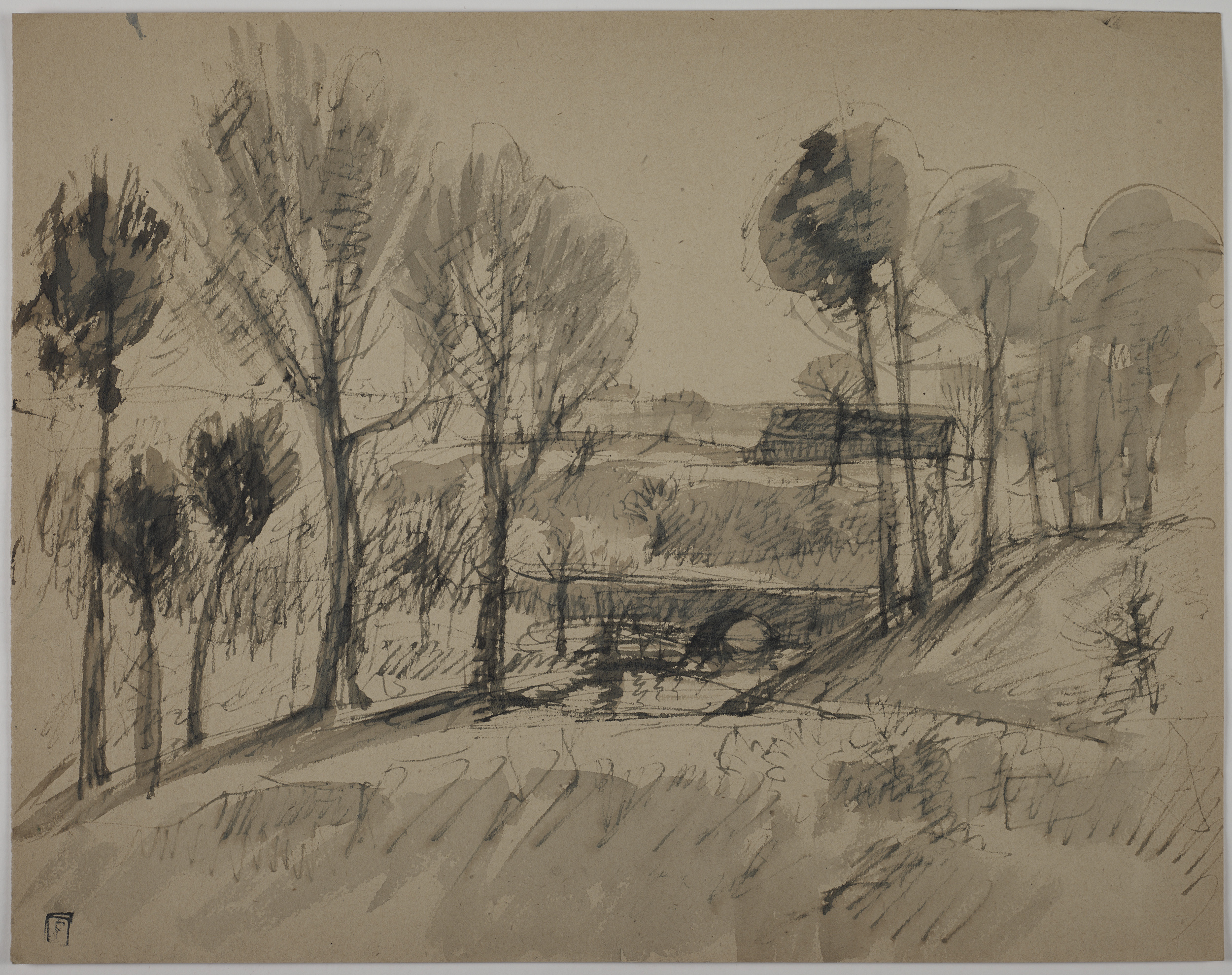
Pont sur une rivière (n. d.), Musée de Bretagne.
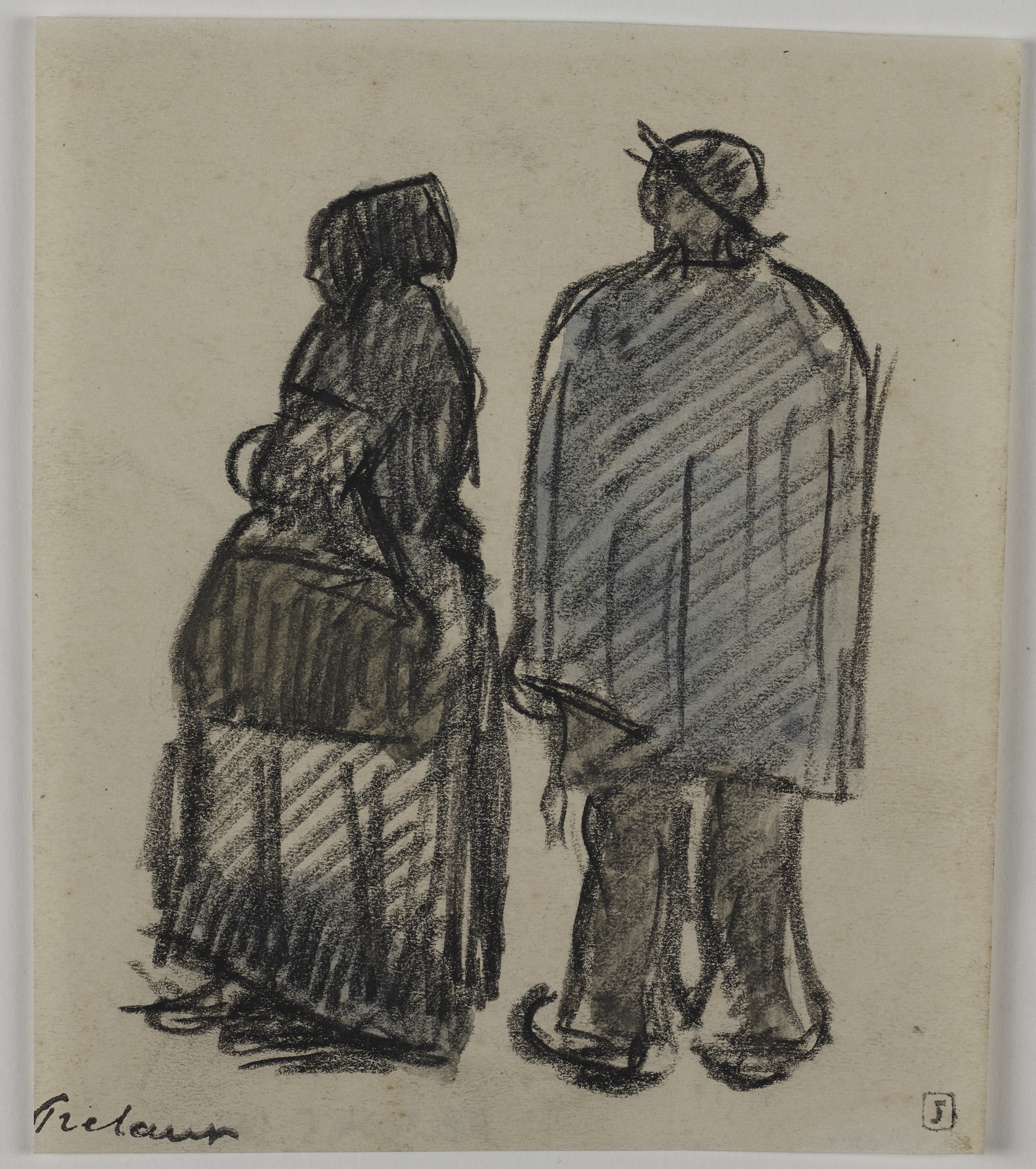
Couple (n. d.), Musée de Bretagne.
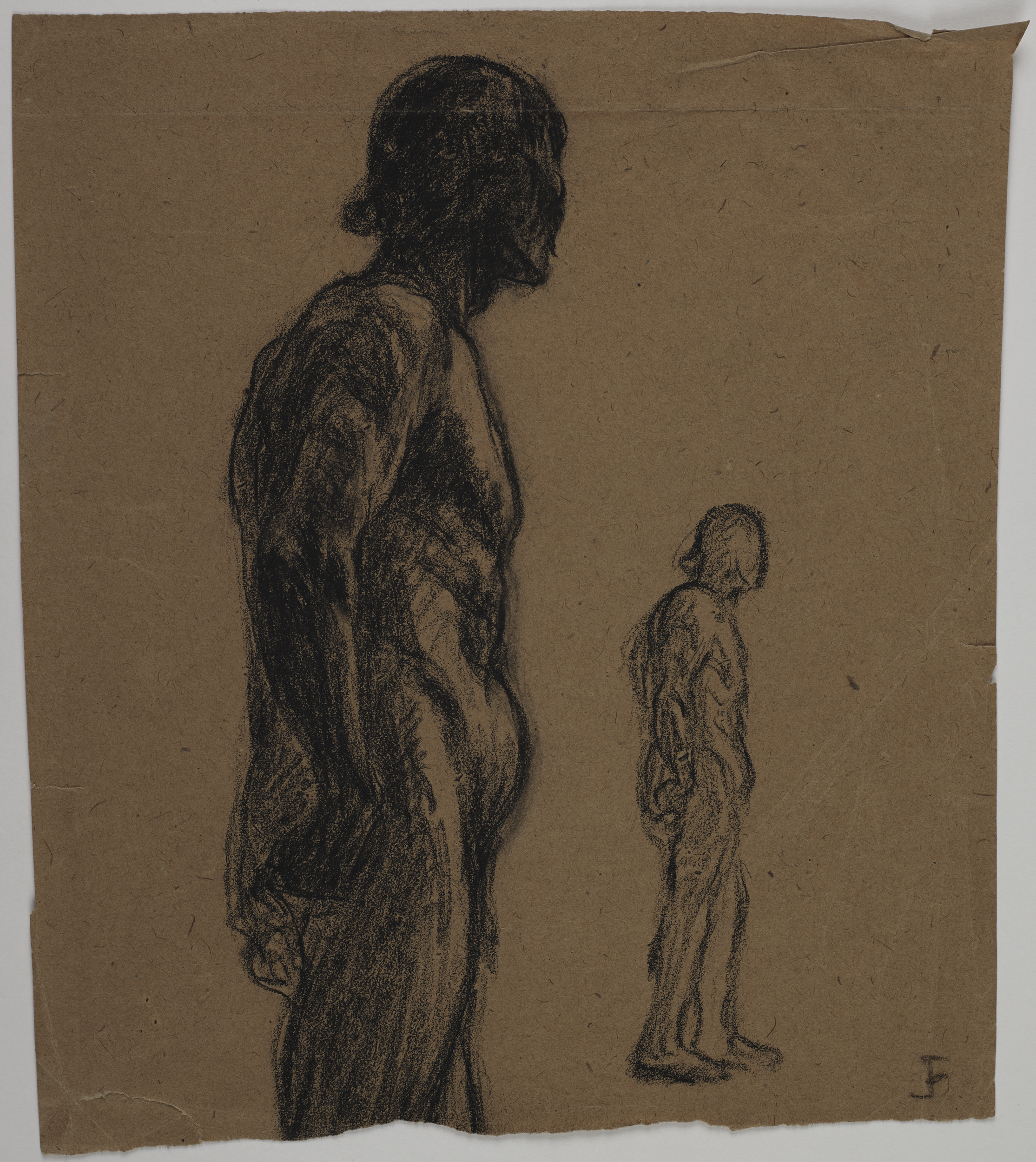
Étude de nu (n. d.), Musée de Bretagne.

### Œuvre gravé
Auteur de plus de 1 500 planches, il reçoit le prix de la gravure française à la biennale de Venise (1934). L'une de ses premières eaux-fortes est tirée par L'Estampe nouvelle (« Le Laboureur », 1906).
Jean Bersier le décrit ainsi en 1948 : « Dès le jour ou Mac Langhlan l'initia au métier d'aquafortiste, il s'appliqua, avec une volonté tenace et réfléchie, à graver dans le cuivre l'intense amour qu'il éprouvait pour la nature et pour le sol de son territoire ancestral. Le Morbihan, rude et tendu, se prête magnifiquement aux descriptions de Frélaut ».
L'œuvre gravé de Jean Frélaut est présent dans les collections du Musée de la Cohue à Vannes, dans celles du Musée de Bretagne à Rennes et dans celles du Musée départemental breton (Quimper) qui possède également de lui quelques dessins.

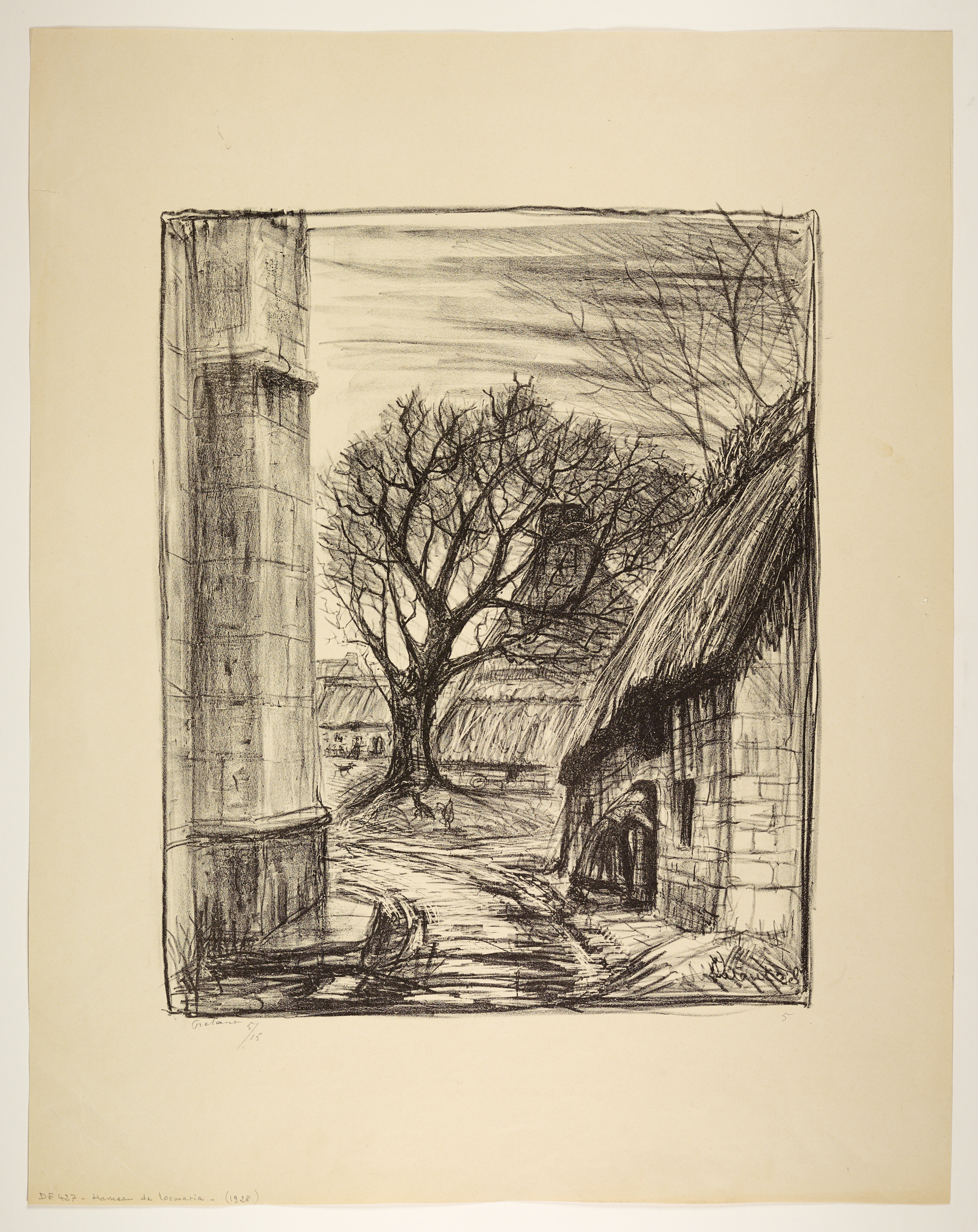
Hameau de Locmaria (1928), musée de Bretagne.
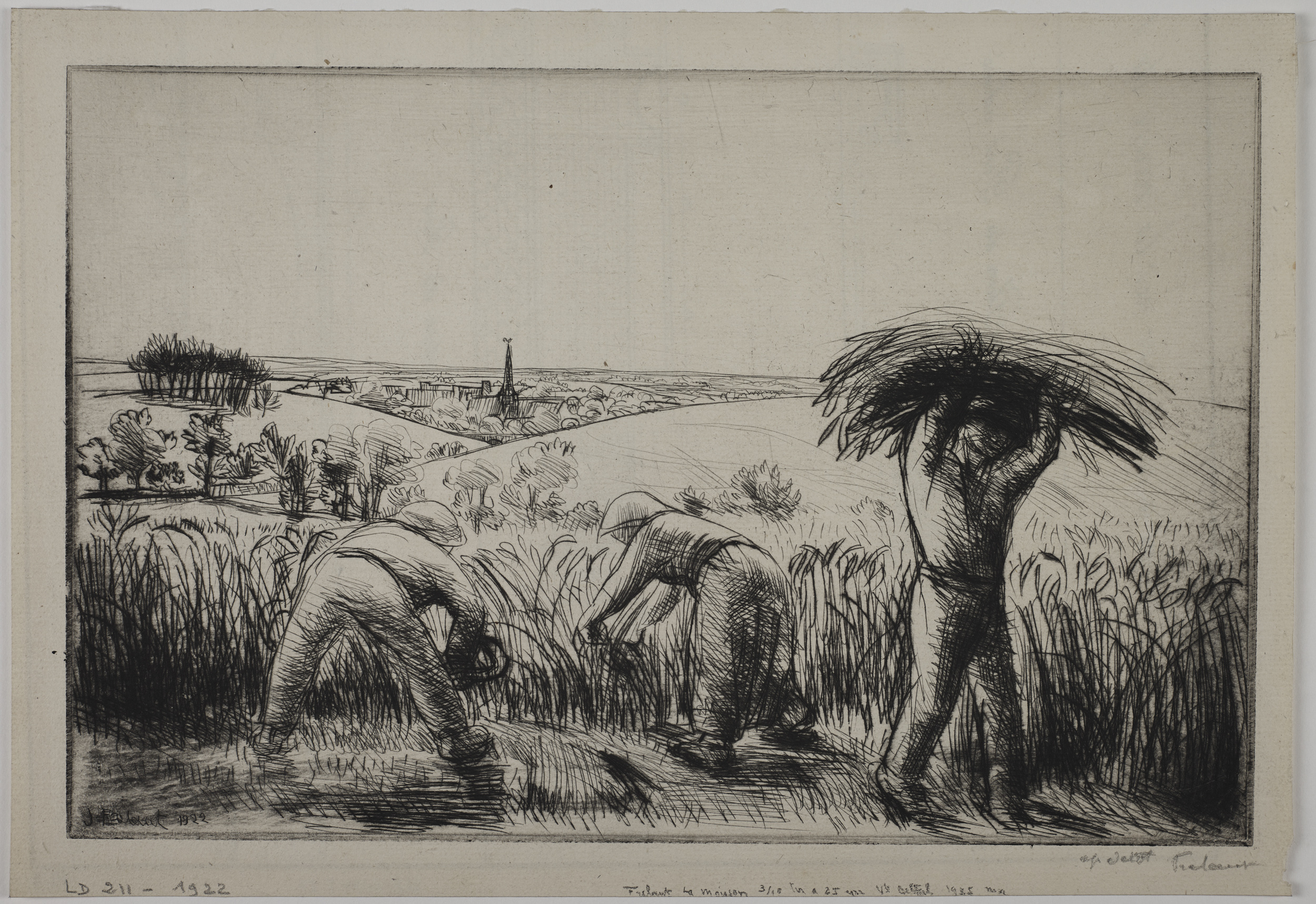
La Moisson (1922), musée de Bretagne

### Tableaux
- La procession de Belz au pardon de Saint-Cado, 1905 (musée de la Cohue de Vannes).
- Repas de noce en Bretagne, 1908 (musée de la Cohue de Vannes).
- Paysage de Luscanen, 1909 (musée de la Cohue de Vannes).
- La Chapelle de Meriadec, 1910 (coll. priv.).
- Le Brigantine, 1919 (localisation inconnue).
- Port de Vannes, 1919 (musée de la Cohue de Vannes).
- La Cabine des douaniers, 1920 (coll. priv.).
- Courses de Cano ou le Champ de courses, 1923 (musée de la Cohue de Vannes).
- Le Port de Vannes avec la goélette blanche, 1925 (musée de la Cohue de Vannes).
- Avant l'orage, 1929 (Aberdeen Art Gallery & Museums).
- La Neige, 1929 (musée de la Cohue de Vannes).
- Le champ de blé, 1937 (musée de la Cohue de Vannes).
- Le château de Suscinio, 1952 (musée de la Cohue de Vannes).
- L'enterrement en Bretagne, 1953 (musée de la Cohue de Vannes).

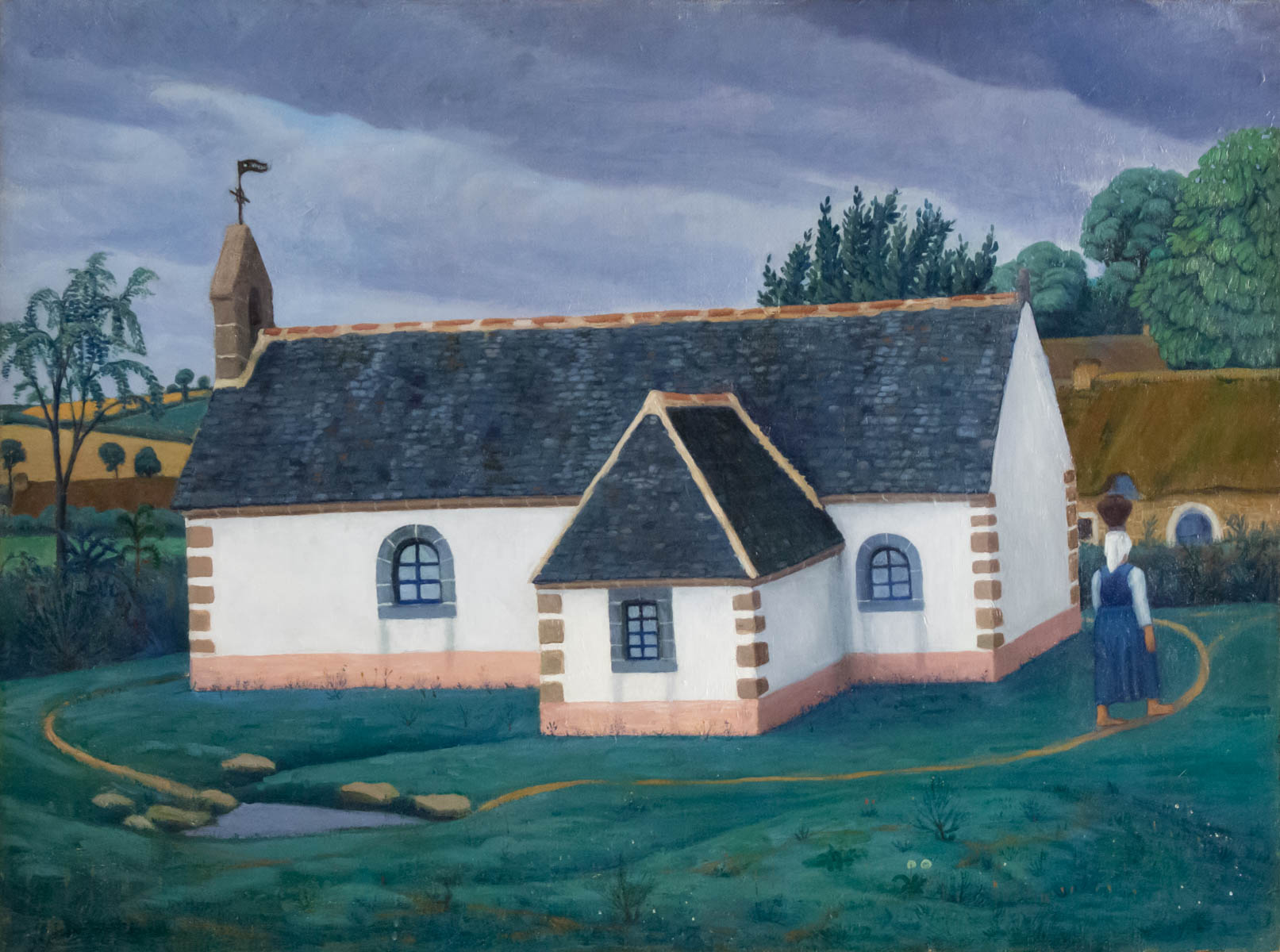
La Chapelle de Meriadec, 1910
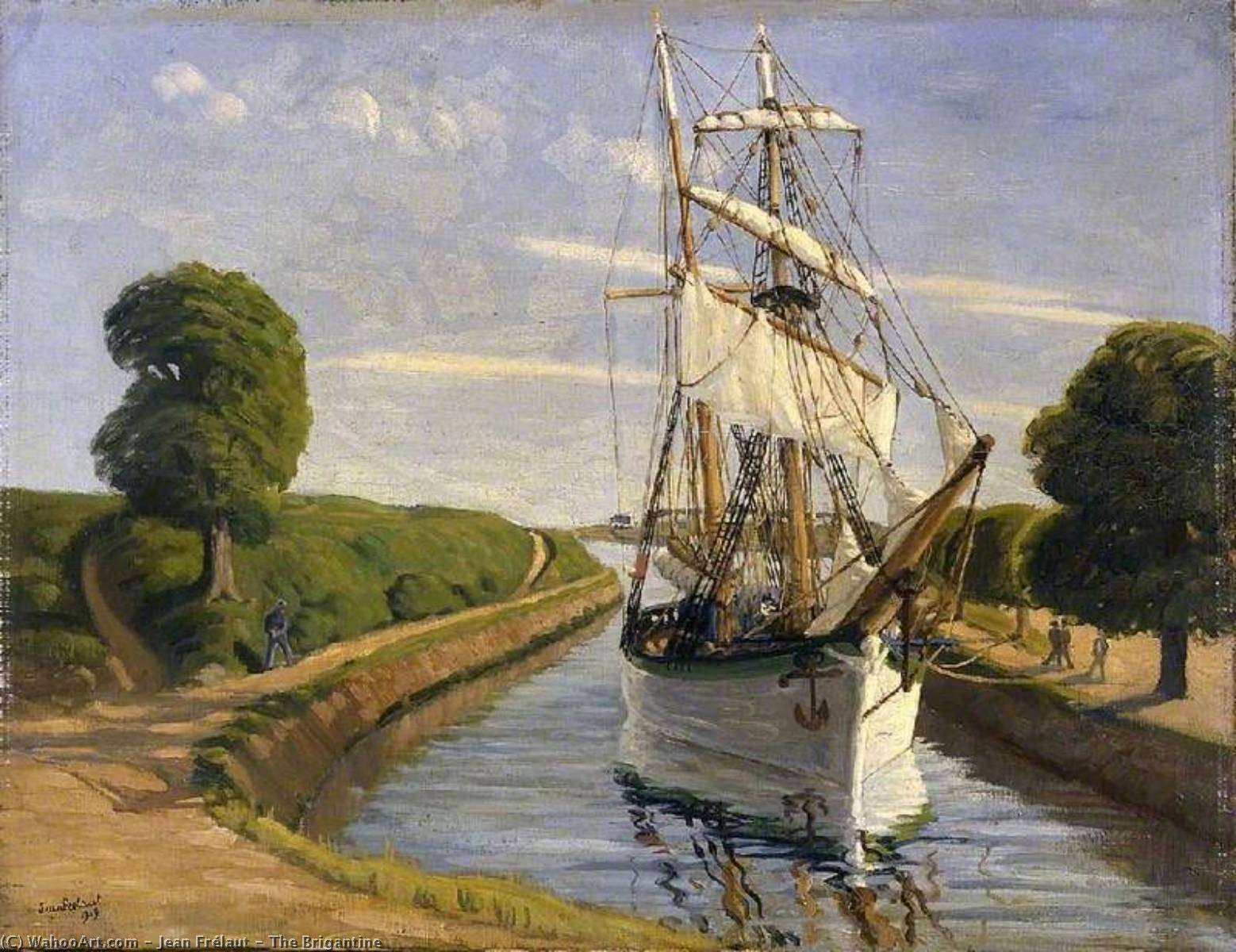
Le Brigantine, 1919
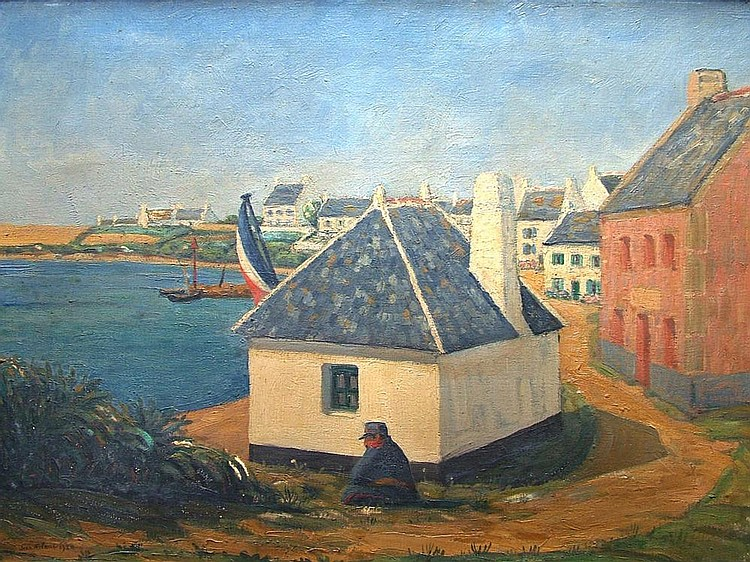
La Cabine des douaniers, 1920
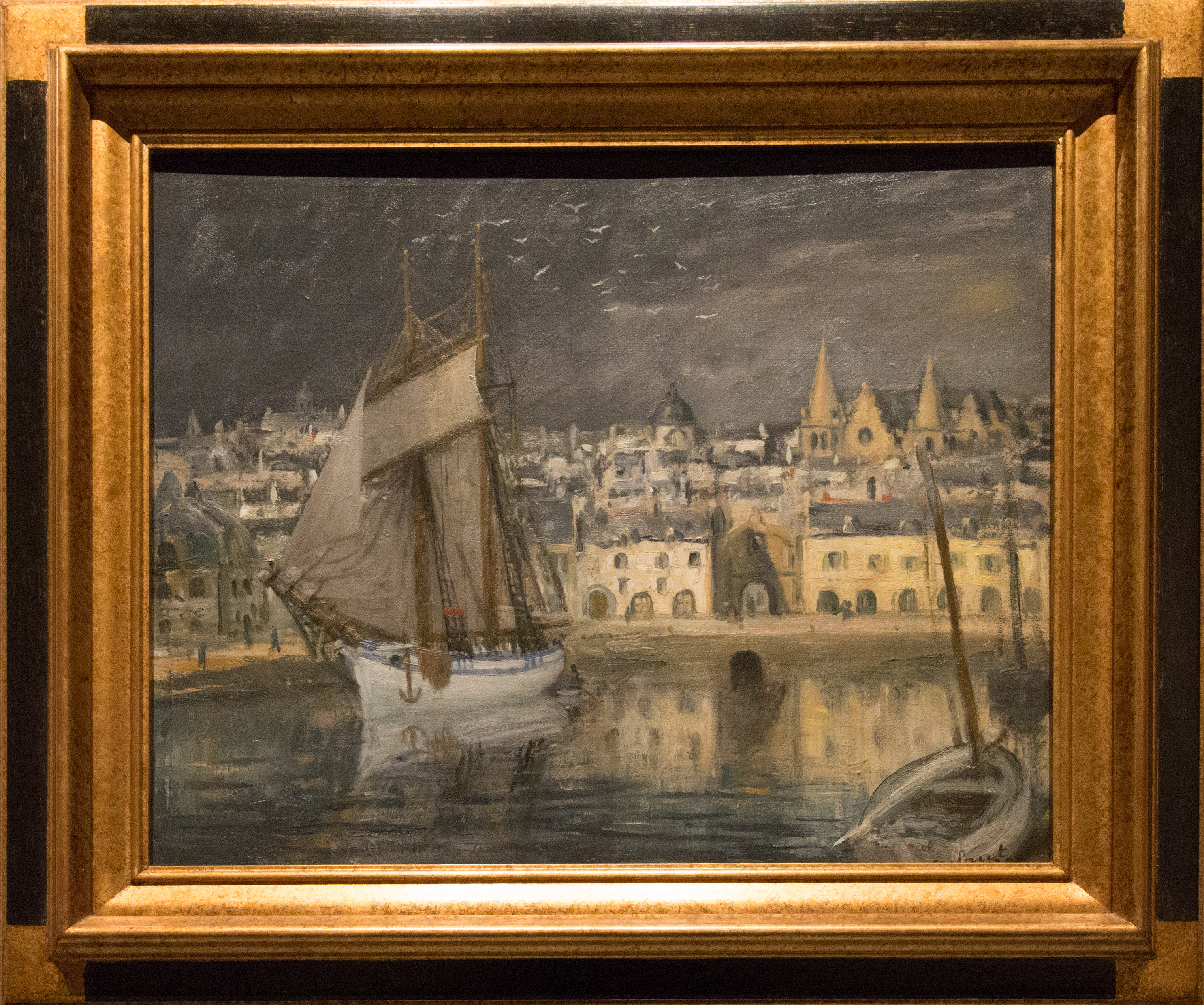
Le Port de Vannes avec la goélette blanche, 1925
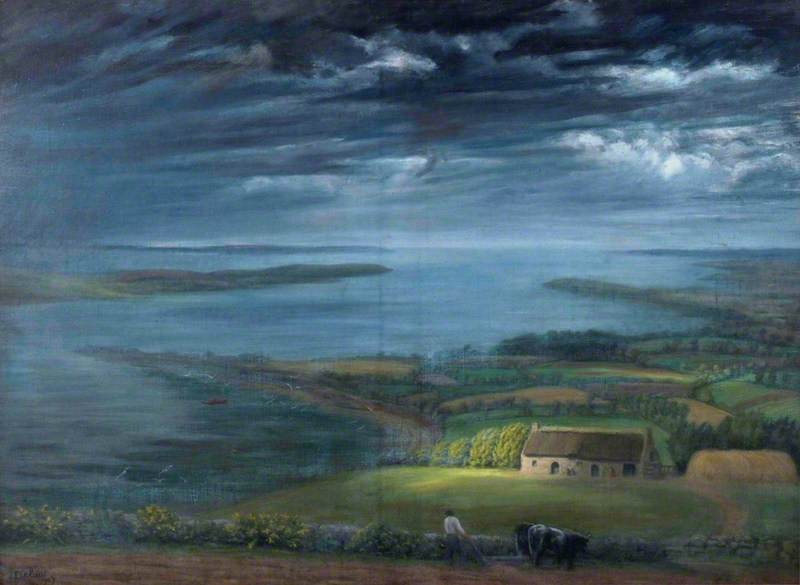
Avant l'orage, 1929

### Illustrations
- Le Pèlerin des sept saints de Bretagne de Joseph Guilbert (1938)
- Les Fables de Jean de La Fontaine (1941)
- La Brière d'Alphonse de Châteaubriant (1942)
- Monsieur des Lourdines d'Alphonse de Châteaubriant (1944)
- Le Grand Meaulnes d'Alain-Fournier (1946)
- Hollande de Georges Duhamel (1949)
- Le Roman de Renart (1950)
- Poésies choisies de Paul Verlaine préfacées par Pierre Mac Orlan, vingt pointes sèches originales, Arc-en-ciel (1953)
- Le Promeneur accompagné d'Alexandre Arnoux (1948)
- Poésies de Charles d'Orléans (1948)

### Ouvrages collectifs
- Petites villes de France, d’Émile Sedeyn (deux tomes) avec Charles Hallo, André Dauchez, Auguste Brouet, Georges Gobo, Albert Decaris, Pierre Gusman, Paul Adrien Bouroux, Tigrane Polat, Eugène-Louis Véder, Henry Cheffer, Jean Frélaut, Maurice Victor Achener, Louis Willaume, René Cottet, Paris, Société de Saint Eloy, 1935-1937.
- Émile Verhaeren, Almanach, cahier de vers, Société de Saint Éloy, 1951. Chaque mois de l'année est illustré par un artiste différent : Paul Adrien Bouroux, Paul Baudier, Jean Frélaut, Eugène Corneau, Henry Cheffer, Adolphe Beaufrère, Camille Paul Josso, Pierre-Yves Trémois, Paul Lemagny, Robert Jeannisson, et André Vahl.
- Marchés et Foires de Paris, de Léo Larguier, avec Pierre-Yves Trémois, Henry Cheffer, Paul Lemagny, Charles Hallo, Robert Jeannisson, René Cottet, Fernand Hertenberger, Paul Adrien Bouroux, Albert Decaris, Maurice Victor Achener, Josso, Société de Saint Eloy, 1953.

## Rétrospective
- Exposition rétrospective Donation Jean Frélaut, Musée des années 30, Boulogne-Billancourt, 23 janvier - 22 avril 2007.